# Helophorus
Helophorus là một chi bọ cánh cứng duy nhất trong họ Helophoridae (trước đây nó là một phân họ Helophorinae trong họ Hydrophilidae). Chúng là các loài côn trùng nhỏ được tìm thấy chủ yếu ở miền Toàn bắc (150 loài ở miền Cổ bắc và 41 loài ở Bắc Mỹ), nhưng có khoảng 2-3 loài vẫn còn sống trong miền nhiệt đới châu Phi, Trung Mỹ và một loài ở miền Ấn Độ - Mã Lai.

## Hệ thống phân loại và tiến hóa
Helophoridae trong liên họ Hydrophiloidea, và có thể có mối quan hệ "chị-em" với Hydrochidae, hoặc một nhánh bao gồm Hydrochidae, Hydrophilidae và Spercheidae hoặc Georissidae và Epimetopidae. Các hệ thống phân loại trước đây bao gồm tất cả các họ này trong họ Hydrophilidae. Có khoảng 180 loài còn tồn tại, bao gồm:
| - Helophorus abeillei - Helophorus aequalis - Helophorus alternans - Helophorus alternatus - Helophorus angustatus - Helophorus angusticollis - Helophorus aquaticus - Helophorus arcticus - Helophorus artus - Helophorus arvernicus - Helophorus asturiensis - Helophorus auricollis - Helophorus barbarae - Helophorus bergrothi - Helophorus biltoni - Helophorus brevipalpis - Helophorus browni - Helophorus californicus - Helophorus carsoni - Helophorus chamberlaini - Helophorus columbianus - Helophorus croaticus - Helophorus cuspifer - Helophorus daedalus - Helophorus difficilis - Helophorus discrepans - Helophorus dixoni - Helophorus dorsalis - Helophorus eclectus - Helophorus faustianus - Helophorus fenderi - Helophorus flavipes - Helophorus fortis - Helophorus frater - Helophorus frosti - Helophorus fulgidicollis - Helophorus furius - Helophorus glacialis - Helophorus grandis - Helophorus granularis - Helophorus griseus - Helophorus guttulus - Helophorus hammondi | - Helophorus hatchi - Helophorus hilaris - Helophorus hirsutiventris - Helophorus inflectus - Helophorus illustris - Helophorus jacutus - Helophorus kaszabianus - Helophorus kerimi - Helophorus khnzoryani - Helophorus kirgisicus - Helophorus korotyaevi - Helophorus kozlovi - Helophorus kryzanovskii - Helophorus lacustris - Helophorus lapponicus - Helophorus laticollis - Helophorus latipennis - Helophorus lecontei - Helophorus ledatus - Helophorus leechi - Helophorus leontis - Helophorus lewisi - Helophorus liguricus - Helophorus linearis - Helophorus linearoides - Helophorus lineatus - Helophorus longitarsis - Helophorus maculatus - Helophorus marginicollis - Helophorus mervensis - Helophorus micans - Helophorus minutus - Helophorus montenegrinus - Helophorus nanus - Helophorus niger - Helophorus nigricans - Helophorus nitiduloides - Helophorus nitidulus - Helophorus nubilus - Helophorus oblongus - Helophorus obscurus - Helophorus orchymonti - Helophorus oregonus | - Helophorus orientalis - Helophorus pallidipennis - Helophorus pallidus - Helophorus parajacutus - Helophorus paraminutus - Helophorus paramontanus - Helophorus paraspelendidus - Helophorus pitcheri - Helophorus ponticus - Helophorus poppii - Helophorus porculus - Helophorus pumilio - Helophorus redtenbacheri - Helophorus rinki - Helophorus robertsi - Helophorus rufipes - Helophorus schoedli - Helophorus schuhi - Helophorus sempervarians - Helophorus sibiricus - Helophorus similes - Helophorus smetanai - Helophorus splendidus - Helophorus strandi - Helophorus strigifrons - Helophorus subarcuatus - Helophorus subcarinatus - Helophorus syriacus - Helophorus terminassianae - Helophorus tuberculatus - Helophorus tumidus - Helophorus uvarovi - Helophorus zagrosicus |

Chi is divided into many subgenera (Atracthelophorus, Cyphelophorus,Empleurus, Eutrichelophorus, Gephelophorus, Helophorus, Orphelophorus, Rhopalohelophorus and Transithelophorus).

## Hình ảnh

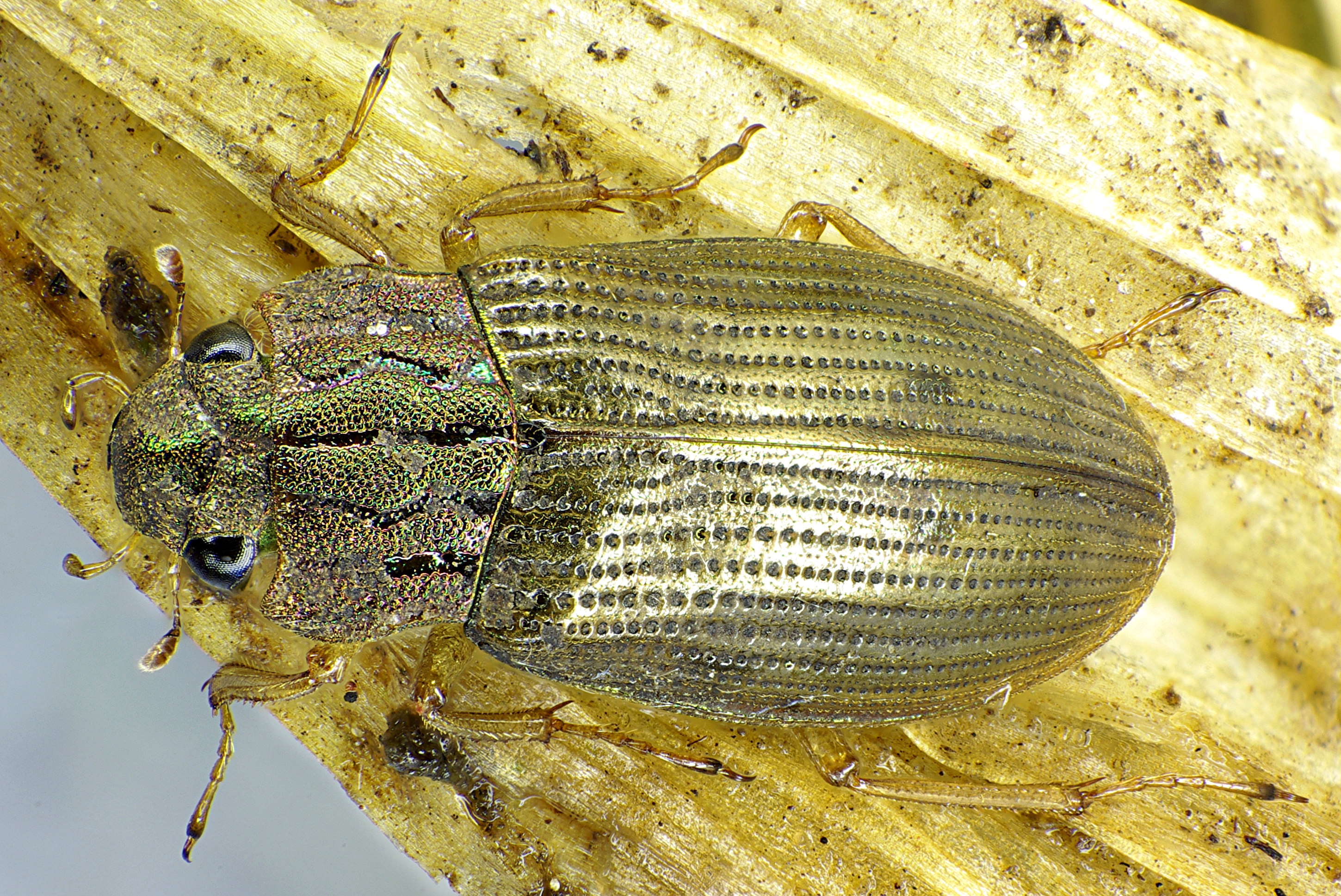
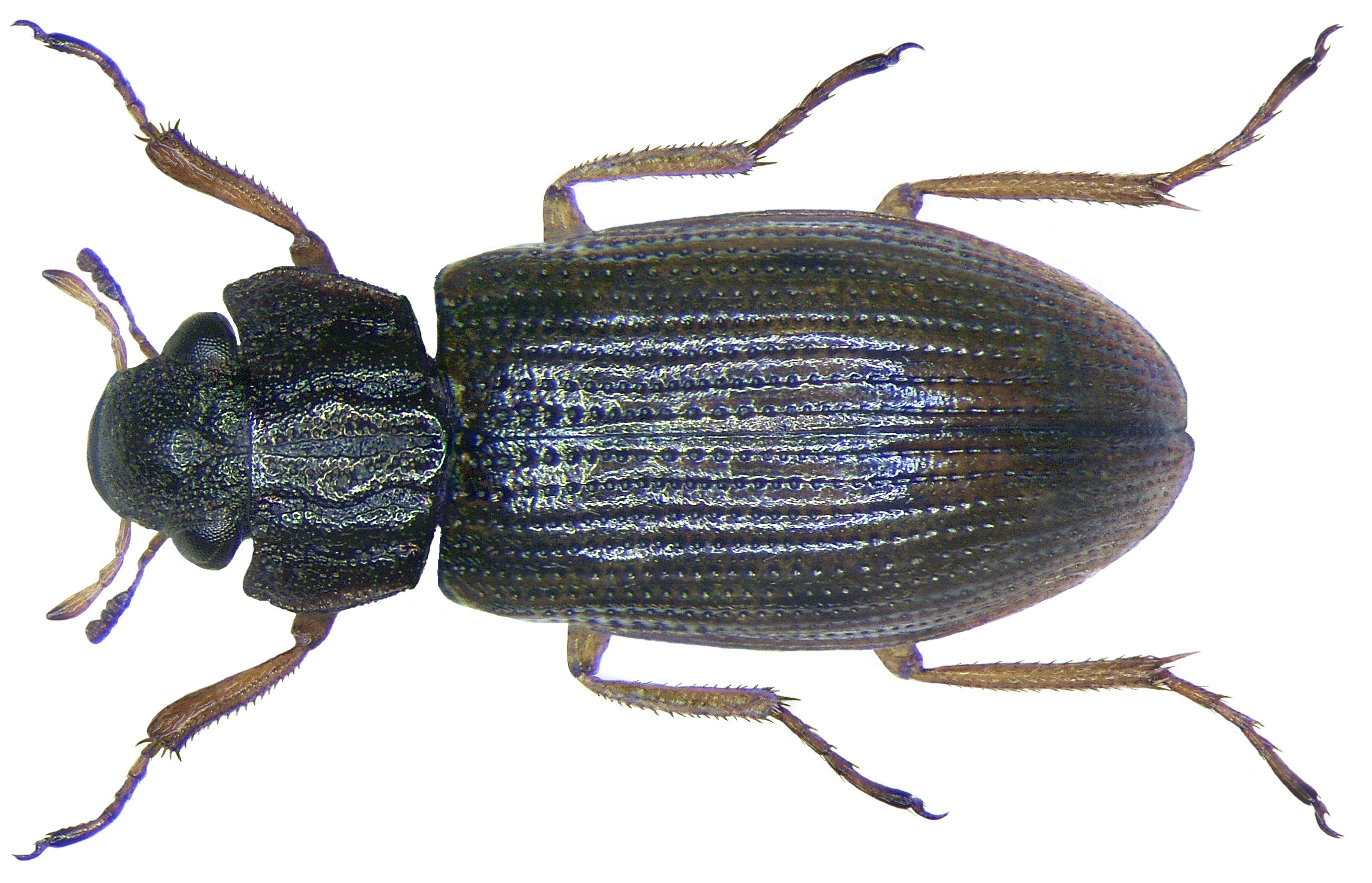
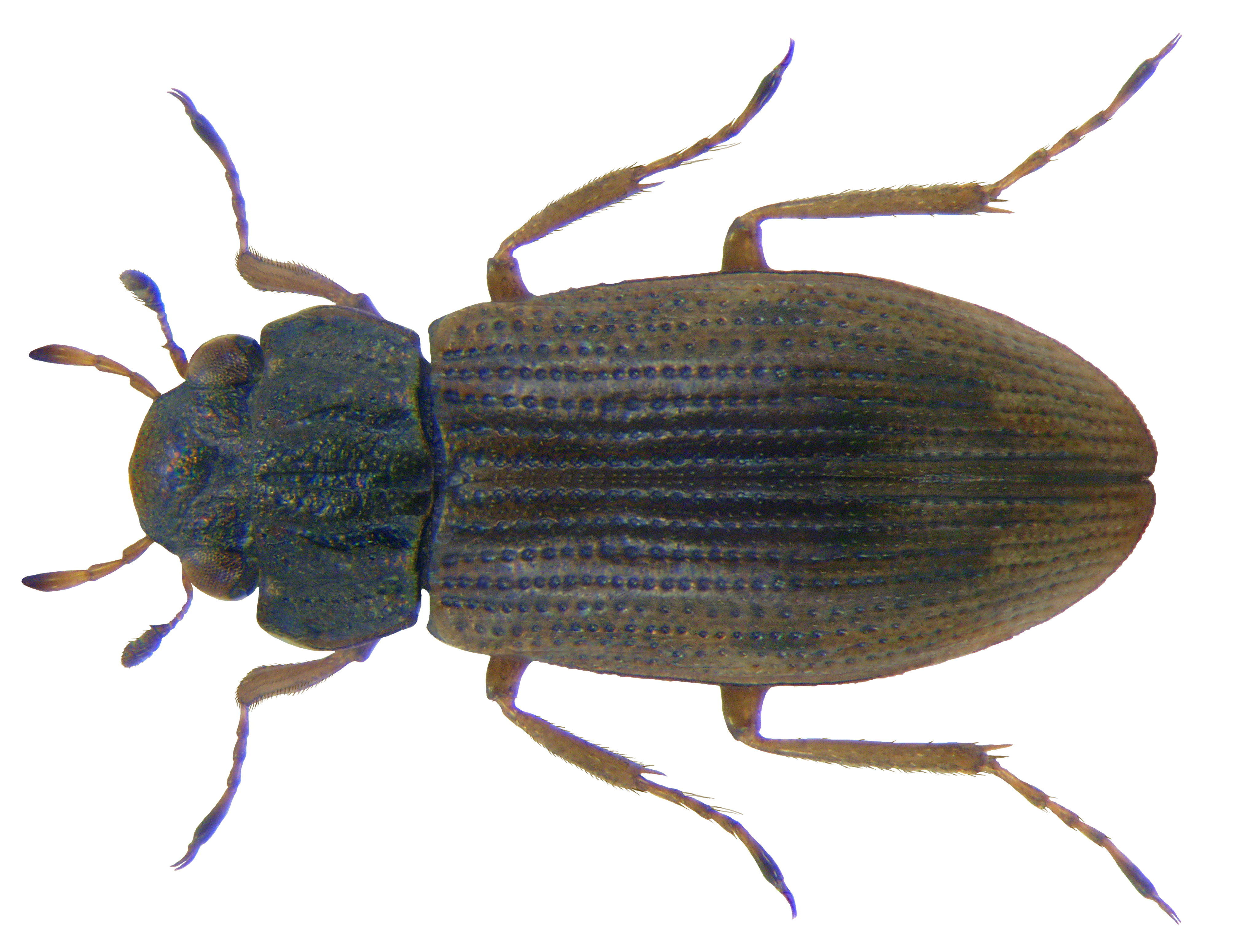
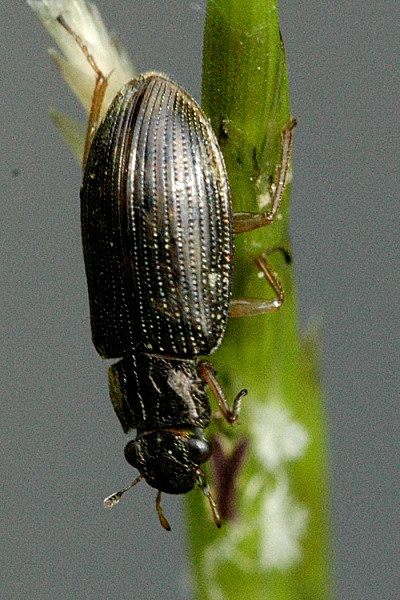